# Szomszédos jogok
A szomszédos jogok (más néven rokonjogok) mint jogi gyűjtőfogalom a szerzői joghoz közeli, azzal "szomszédos" jogokat jelenti. Közös vonásuk, hogy nem szorosan magának a szerzői műveknek a létrejöttéhez, hanem azok rögzítéséhez, sugárzásához, nyilvánosságra jutásához stb. kapcsolódnak.

## Fajtái
Ide tartoznak
- az előadóművészek védelmét célzó jogok,
- a hangfelvételek előállítóinak jogai,
- a rádió- és televíziószervezetek védelmét célzó jogok.